# Bodianus flavipinnis
Bodianus flavipinnis е вид бодлоперка от семейство Зеленушкови.

## Разпространение и местообитание
Видът е разпространен в Австралия и Нова Зеландия.
Среща се на дълбочина от 157 до 250 m.

## Описание
На дължина достигат до 36,8 cm.